# Meilen Tu
Meilen Tu (chinesisch 涂美倫; * 17. Januar 1978 in Tarzana, Los Angeles, Kalifornien) ist eine ehemalige US-amerikanische Tennisspielerin taiwanischer Abstammung.

## Karriere
Meilen Tu gewann in ihrer Karriere einen Einzel- und vier Doppeltitel auf der WTA Tour sowie jeweils vier Einzel- und Doppeltitel auf ITF-Turnieren. 2006 erreichte sie bei den DFS Classics in Birmingham das Semifinale, das sie gegen die spätere Siegerin Wera Swonarjowa verlor.
Ihren einzigen WTA-Titel im Einzel gewann sie 2001 in Auckland mit einem Zweisatzerfolg im Endspiel gegen die Argentinierin Paola Suárez.
Heute ist Meilen Tu Agentin der Firma Groupe Lagardère. In dieser Funktion arbeitet sie eng mit Tennisspielerinnen wie Wiktoryja Asaranka, Caroline Wozniacki und Anna Tschakwetadse zusammen.

## Turniersiege

### Einzel
| Nr. | Datum          | Turnier  | Kategorie  | Belag     | Finalgegnerin | Ergebnis   |
| --- | -------------- | -------- | ---------- | --------- | ------------- | ---------- |
| 1.  | 6. Januar 2001 | Auckland | WTA Tier V | Hartplatz | Paola Suárez  | 7:610, 6:2 |

### Doppel
| Nr. | Datum              | Turnier    | Kategorie    | Belag             | Partnerin          | Finalgegnerinnen                   | Ergebnis      |
| --- | ------------------ | ---------- | ------------ | ----------------- | ------------------ | ---------------------------------- | ------------- |
| 1.  | 10. Februar 2002   | Paris      | WTA Tier II  | Teppich (Halle)   | Nathalie Dechy     | Jelena Dementjewa Janette Husárová | kampflos      |
| 2.  | 15. September 2002 | Waikoloa   | WTA Tier IV  | Hartplatz         | Maria Vento-Kabchi | Nannie de Villiers Irina Seljutina | 1:6, 6:2, 6:3 |
| 3.  | 15. Juni 2003      | Birmingham | WTA Tier III | Rasen             | Els Callens        | Alicia Molik Martina Navratilova   | 7:5, 6:4      |
| 4.  | 21. Februar 2004   | Memphis    | WTA Tier III | Hartplatz (Halle) | Åsa Svensson       | Marija Scharapowa Wera Swonarjowa  | 6:4, 7:60     |